# توکا نیستانی
توکا نیستانی (متولد اردیبهشت ۱۳۳۹) معمار و کاریکاتوریست ایرانی و وبلاگ‌نویس است.

## زندگی
توکا فرزند منوچهر نیستانی، شاعر، و برادر مانا نیستانی کاریکاتوریست است. وی در سال ۱۳۶۶ از دانشگاه علم و صنعت ایران در رشته معماری فارغ‌التحصیل شد. او از اعضای هیئت امنای خانه کاریکاتور ایران بوده است. پسر او نیما، نامزد خود را در واقعه پرواز شماره ۷۵۲ هواپیمایی بین‌المللی اوکراین در سال ۲۰۲۰ از دست داده است.

## فعالیت حرفه‌ای

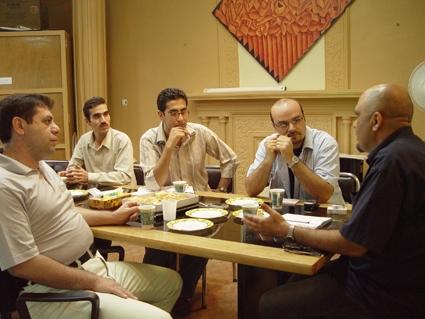
توکا نیستانی (نفر اول از راست)

توکا فعالیت حرفه‌ای خود را از سال ۱۳۵۸ با هفته‌نامه «کتاب جمعه» به سردبیری احمد شاملو آغاز کرد. او سابقه همکاری با بیش از ۵۰ نشریه را در کارنامه‌اش دارد.
نیستانی در سال ۱۳۸۹ از ایران به کانادا مهاجرت کرد.
از دید احمد سخاورز کارهای توکا پا «از چارچوب تعریف شده «کاریکاتور» بیرون نهاده و جویای ابعاد گسترده‌تری در این هنر بوده‌اند.» از دید غلامحسین نامی نیستانی «هنرمندی است «انسان محور» که طراحی‌های محکم و خوش ساخت با سایه روشن هائی که با خطوط هاشوری ی منظم شکل گرفته‌اند، ترکیبی هنرمندانه و نقاشانه می‌آفرینند، که از این روی اورا از دیگر هنرمندان کاریکاتوریست سرزمین ما، متمایز می‌سازد.» از نگاه عمید نائینی «دنیای فکری توکا، دنیای یقین‌ها نیست، دنیای تردیدهاست؛ از همین رو با هر کار او ماسکی از چهره‌ای برداشته می‌شود. طرح‌های توکا لحن رمانتیک ندارد اما از ظرافت و نازک اندیشی لبریز است وگاه تا همسایگی عشوه گری فیلسوفانه پیش می‌رود.»

## نمایشگاه
- سری وارونه‌ها، گالری هما، تهران ۱۳۸۸[۱۰]
- برنده هفت جایزه از جشنواره‌های بین‌المللی کاریکاتور در کشورهای ژاپن، بلژیک، ایتالیا و ترکیه/
- نفر اول هفتمین جشنواره مطبوعات ایران/ داور بخش کاریکاتور یازدهمین جشنواره مطبوعات ایران/ عضو هیئت داوران چندین فستیوال بین‌المللی کاریکاتور[۱۱]

## کارتون‌های توکا نیستانی در مورد خاندان پهلوی
توکا نیستانی در سال ۲۰۲۴ اقدام به انتشار کاریکاتورها و کارتونهایی در مورد خانوادهٔ پهلوی کرد که منجر به واکنش‌های بسیاری شد. او کاریکاتورهای خود را در ایکس منتشر کرده است.

## جوایز
- جایزه پنجمین مسابقه کارتون‌های روزنامه یومیوری شیمبونِ ژاپن، ۱۹۸۴[۱۴]
- ۲ بار به‌عنوان بهترین کارتونیست در جشنواره مطبوعات و خبرگزاری‌های انجمن صنفی خبرنگاران و روزنامه‌نگاران ایران[۷]